# Hitachi (Unternehmen)
Die K.K. Hitachi Seisakusho (japanisch 株式会社日立製作所, Kabushiki-gaisha Hitachi Seisakusho, englisch Hitachi Ltd. Corporation) ist ein im Nikkei 225 gelisteter weltweit agierender Mischkonzern mit über 360.000 Mitarbeitern. Der Firmensitz ist in der japanischen Hauptstadt Tokio.

## Geschichte und Entwicklung

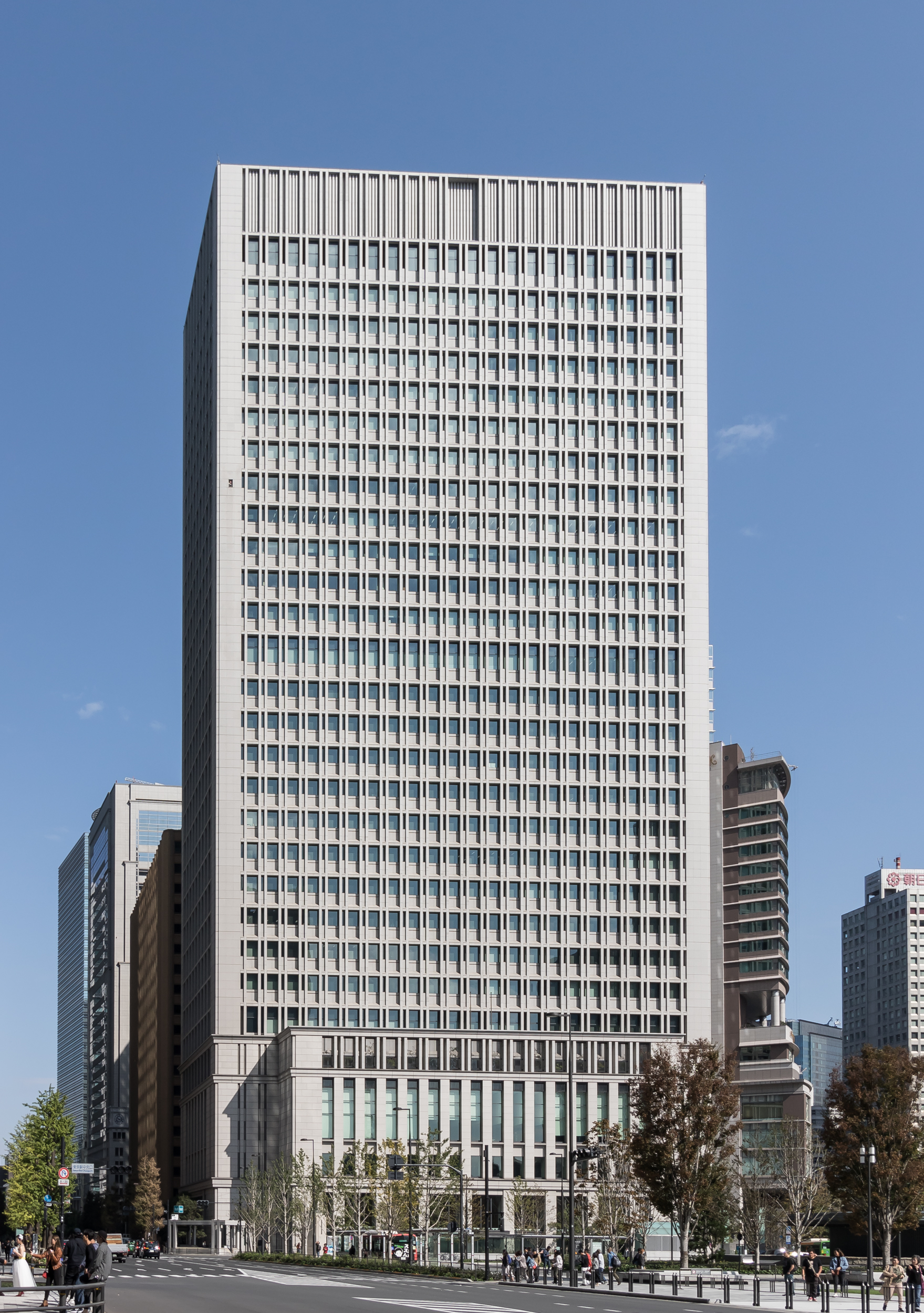
Hitachi-Hauptsitz in Tokyo

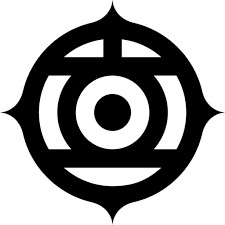
Hitachi: altes Logo

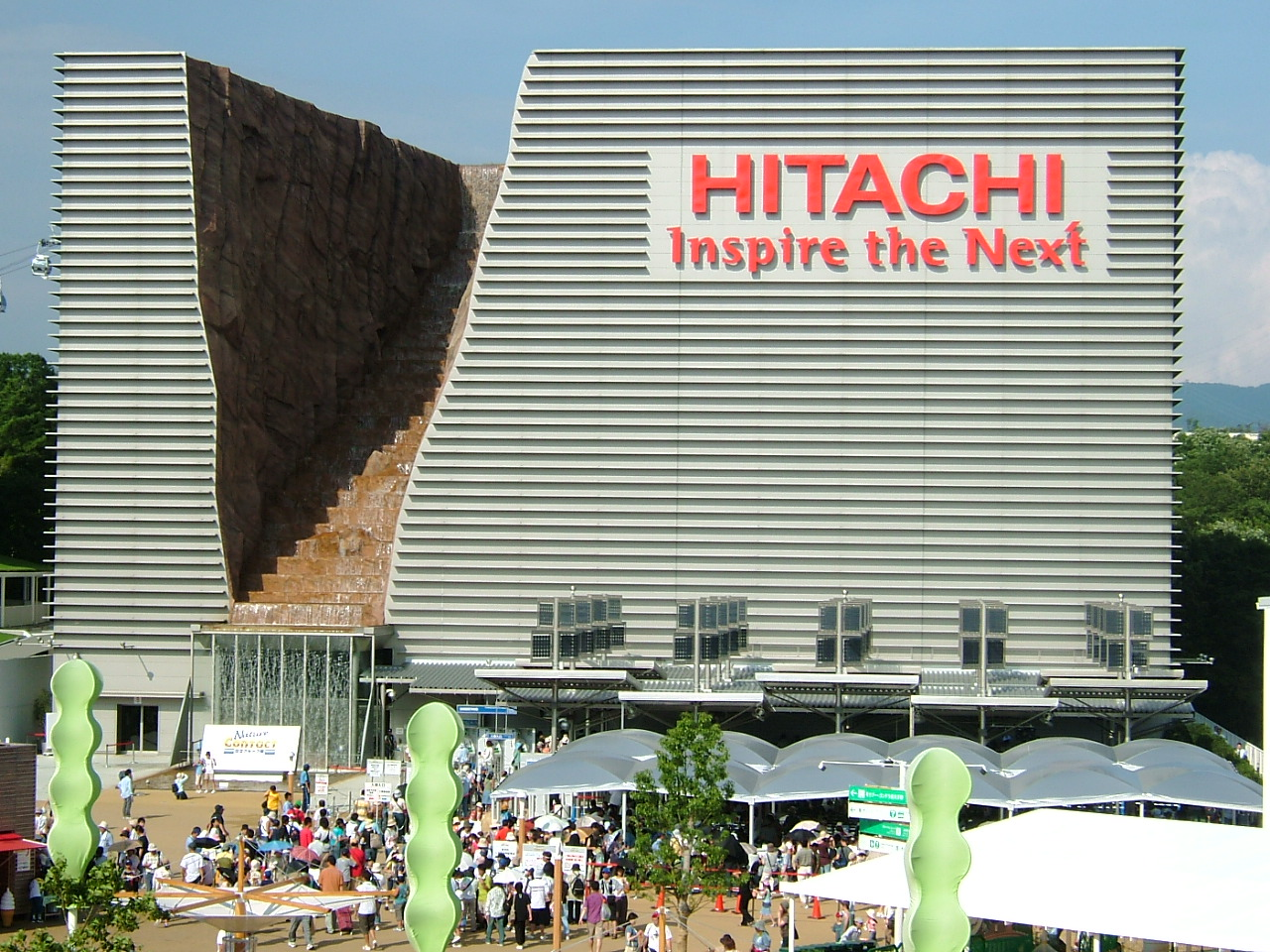
Hitachi-Pavillon auf der Expo 2005

### Anfänge bis 1949
1910 in der gleichnamigen Stadt von Namihei Odaira (1871–1951) als Werkstatt für Elektrotechnik gegründet, entwickelte sich das Unternehmen schnell zu einer Produktionsstätte weiter, noch im selben Jahr wurden Elektromotoren in Serie gefertigt.
In den Folgejahren kamen weitere Produkte hinzu, u. a. Industrieanlagen, Haushaltsgeräte und Kommunikationssysteme, später auch Unterhaltungselektronik und Informationselektronik sowie Software.
Innerhalb kürzester Zeit avancierte die Firma auf dem japanischen Binnenmarkt zum Marktführer in der Herstellung von Elektromotoren und Elektroenergieanlagen. Hitachi ist abgeleitet vom Namen der alten Provinz Hitachi, in der die Firma liegt. Man hat jedoch die alten komplizierten Zeichen 常陸, die dazu noch schwer zu lesen sind, durch einfache ersetzt. Durch Überlagern der Kanji-Symbole hi (日, „Sonne“) und tachi (立, „steigen“), wurde der Firmenname geprägt, was die nationalen Ambitionen des jungen Unternehmens widerspiegelte und zu seinem Markenzeichen machte.
1911 wurde das Tochter-Unternehmen der Bergbaugesellschaft von Kuhara Fusanosuke in Hitachi, Ibaraki gegründet. Im Jahr darauf wurde Japans erstes Stahlbetonkraftwerk, das Ishioka-Kraftwerk errichtet.
1918 fand die Fusion von Kuhara Mining Tsukishima Mfg. Um die Kameido Fabrik statt. Der Hauptsitz der Firma wurde nach Tokio (Hisashi Works Hitachi, Ltd.) verlegt.
Unter einer Managementkrise von 1920 erwarb Hitachi, Ltd. völlig unabhängig die Kasado-Werft von Japan Dampfer von Kuhara und begann mit der Herstellung von elektrischen Lokomotiven.
1924 wurde die erste große elektrische Lokomotive „ED15“ fertiggestellt und im Jahr darauf wurden mehrere Exemplare an das Eisenbahnministerium geliefert, sowie 30 Turbinen in die Vereinigten Staaten von Amerika exportiert.
1927 startete die Fertigung der Aufzüge. Die Firma beteiligte sich auch erfolgreich an der Entwicklung des elektrischen Kühlschranks.
Während des Zweiten Weltkrieges verlagerten die Betriebe ihre Kapazitäten hauptsächlich in die Fertigung der Militärmaschinerie – es wurden unter anderem Motoren für Flugzeuge produziert. Hitachi stellte während des Krieges auch Rüstungsgüter für die Kaiserlich Japanische Armee her: So erhielt die Firma 1944 von der japanischen Armee den Auftrag, einen neu entwickelten Jagdpanzer zu bauen. Das schließlich akzeptierte und in Auftrag gegebene Muster war der Ho-Ni III; es wurden jedoch infolge von Materialmangel und Kriegseinwirkungen höchstens 41 Stück hergestellt.
Nach der Niederlage Japans kollabierte die Firma und litt lange an den Folgen des Krieges. Viele ihrer Fabriken wurden durch Bombenangriffe der Alliierten zerstört, und nach dem Krieg versuchten amerikanische Besatzungstruppen, Hitachi ganz aufzulösen. Gründer Odaira wurde aus der Firma entlassen.
Dennoch konnte Hitachi nach dreijährigen Verhandlungen alle bis auf 19 seiner Produktionsanlagen beibehalten. Die Kosten für einen solchen Produktionsstillstand, der durch einen dreimonatigen Arbeiterstreik im Jahr 1950 noch verstärkt wurde, behinderten Hitachis Wiederaufbaubemühungen jedoch erheblich. Paradoxerweise rettete nur der Koreakrieg das Unternehmen vor dem völligen Zusammenbruch. Hitachi, wie auch viele andere japanische Rüstungs-Industrieunternehmen, profitierte von den Aufträgen, die das amerikanische Militär vergab.
1949 wurde Hitachi eine Aktiengesellschaft und ging an die Börse.

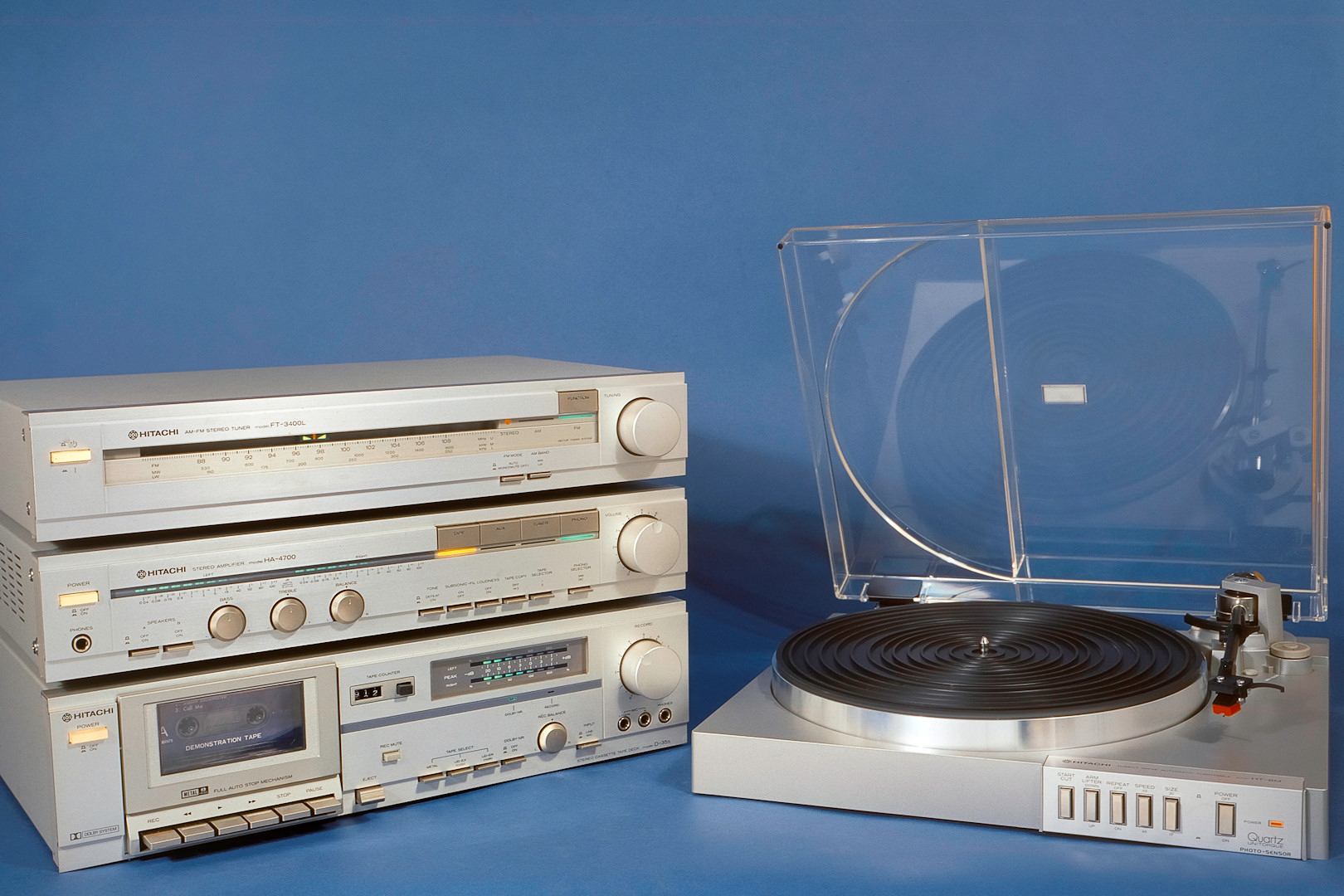
HiFi-Geräte von Hitachi (1980)

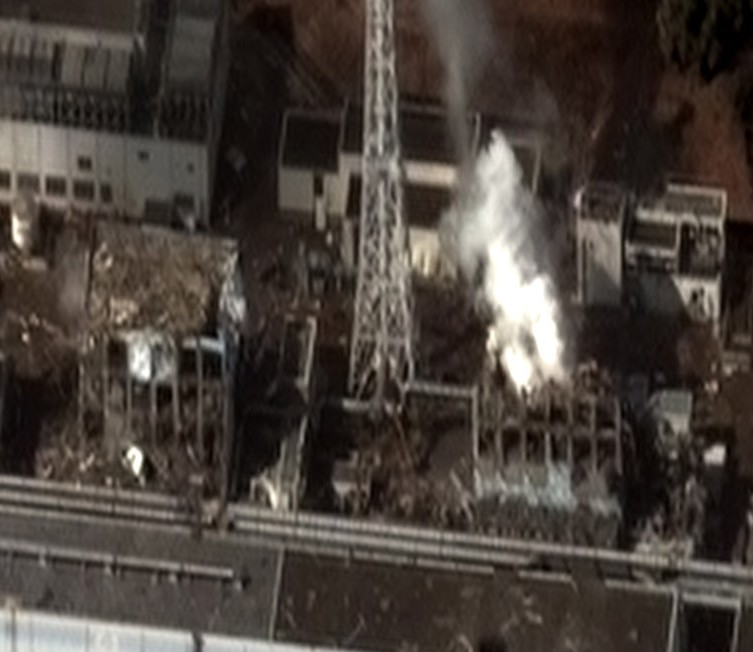
Reaktorblock 4 (links) des Kernkraftwerks Fukushima Daiichi am 16. März 2011

### 1950 bis 2000
Im Jahre 1959 wurde die amerikanische Niederlassung Hitachi America Ltd. gegründet.
1974 stellte Hitachi für die Bodenselbstverteidigungsstreitkräfte (Japan Ground Self-Defense Force, JGSDF) als Ersatz der amerikanischen Artilleriezugmaschine M4 ein Fahrzeug zur Luftabwehr her, das Type 73; es wird von kleinen Stückzahlen gesprochen. Sein Dieselmotor kam von Mitsubishi.
Die europäische Niederlassung Hitachi Europe wurde 1979 gegründet.
In den 1980er und 90er Jahren stellte Hitachi Home Electronics Videorekorder für vhs und s-vhs her. VHS-Modelle wurden auch in Landsberg am Lech gefertigt. Auch HiFi-Geräte kamen von Hitachi, wobei das Programm auch hochwertige Komponenten wie Endverstärker enthielt.
Hitachi lieferte auch die Technik für VHS-Videorekorder, die Sony ab 1988 anbot.
Am 12. Februar 1973 begann Hitachi mit dem Bau von Block 4 des Kernkraftwerks Fukushima-Daiichi.
Nach einem Ausfall der Abklingbeckenkühlung am 15. März 2011 infolge des Erdbebens wurde Block 4 des Kernkraftwerks Fukushima-Daiichi weitgehend zerstört. Hitachis damaliger Präsident Hiroaki Nakanishi forderte im April 2011 dennoch einen weiteren Ausbau der Kernenergie in Japan.

### Ab dem Jahr 2000
Bereits seit 2014 hatten Hitachi und ABB eine enge Geschäftsbeziehung im Hochspannungsgeschäft.
Am 17. Dezember 2018 verkündete Hitachi die Übernahme der Stromnetzsparte des schweizerisch-schwedischen Technologieunternehmens ABB für 11 Mrd. US$. Die Akquisition von ABB ist der größte Zukauf in der über hundert Jahre alten Unternehmensgeschichte von Hitachi.
Es wird erwartet, dass die Übernahme bis Mitte 2020 umgesetzt sein wird. Bei der ABB-Gruppe sind von den total 150'000 Mitarbeitenden 37'000 in der Stromnetzwerksparte tätig, 2'800 davon in der Schweiz. ABB Schweiz verlor somit fast die Hälfte der Belegschaft von total 6'000 Mitarbeitenden an Hitachi.

## Geschäftsfelder und Produkte
Im Laufe der Entwicklung des Konzerns wurden einige Unternehmen erworben oder veräußert. Hitachi nennt 2020 zehn Geschäftsfelder. Im November 2021 hatte Hitachi 871 konsolidierte Tochtergesellschaften.

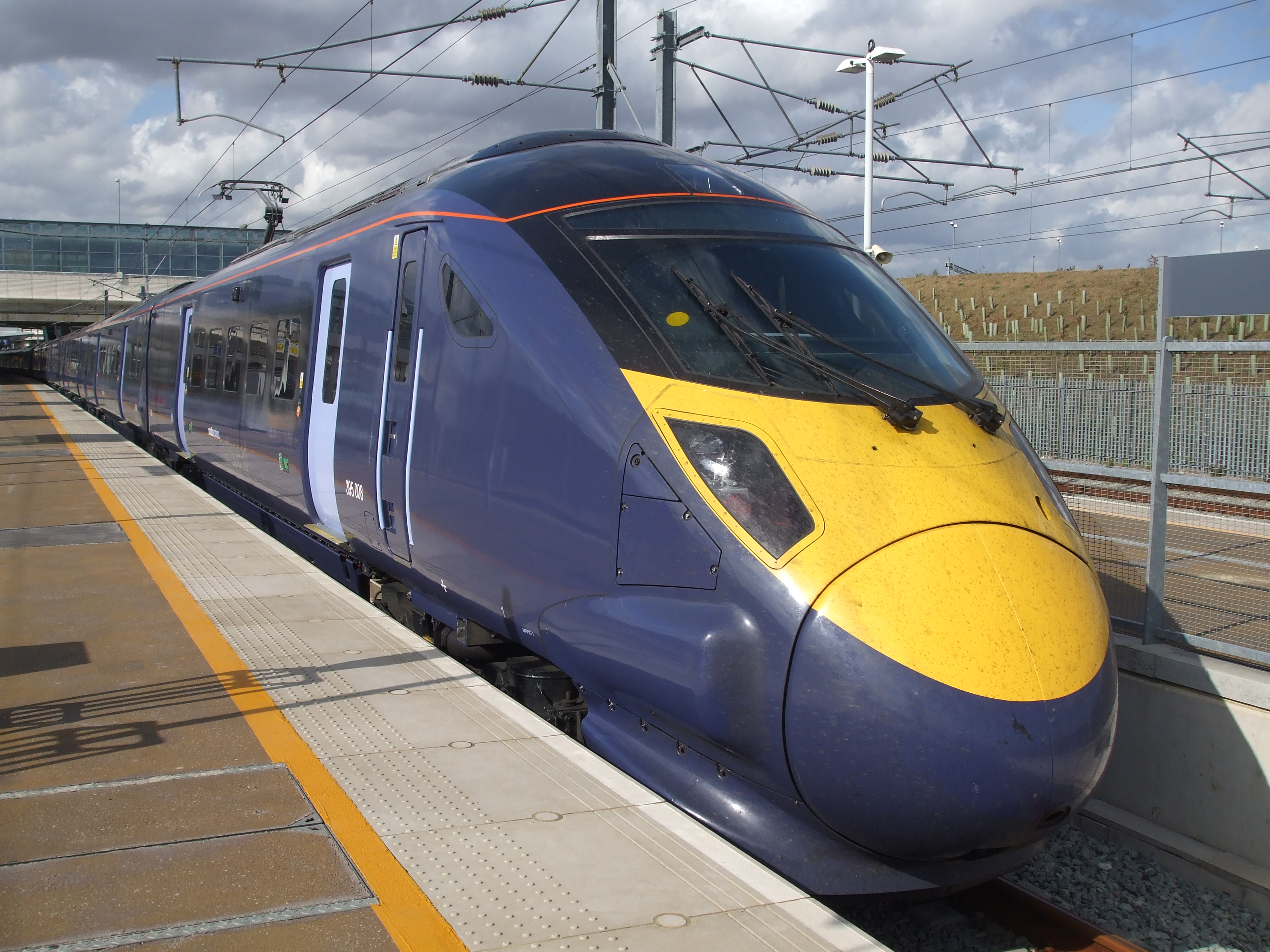
Britische Baureihe 395

### Power Systems Group
Seit 2006 arbeitet Hitachi mit General Electric im Bereich Kerntechnik im Joint-Venture GE Hitachi Nuclear Energy zusammen.
In Deutschland ist Hitachi unter anderem mit dem Anlagenbauer Mitsubishi Hitachi Power Systems Europe vertreten. Das aus der Konkursmasse von Babcock Borsig hervorgegangene Unternehmen mit Sitz in Oberhausen errichtete 2007 im Duisburger Innenhafen eine neue Unternehmenszentrale, das Hitachi Power Office.

### Infrastructure Systems Group
Seit 1920 ist Hitachi unter dem Namen Hitachi Transportation Systems im Bau von Schienenfahrzeugen und Eisenbahnsystemen tätig.

### Baumaschinen (Construction Machinery)

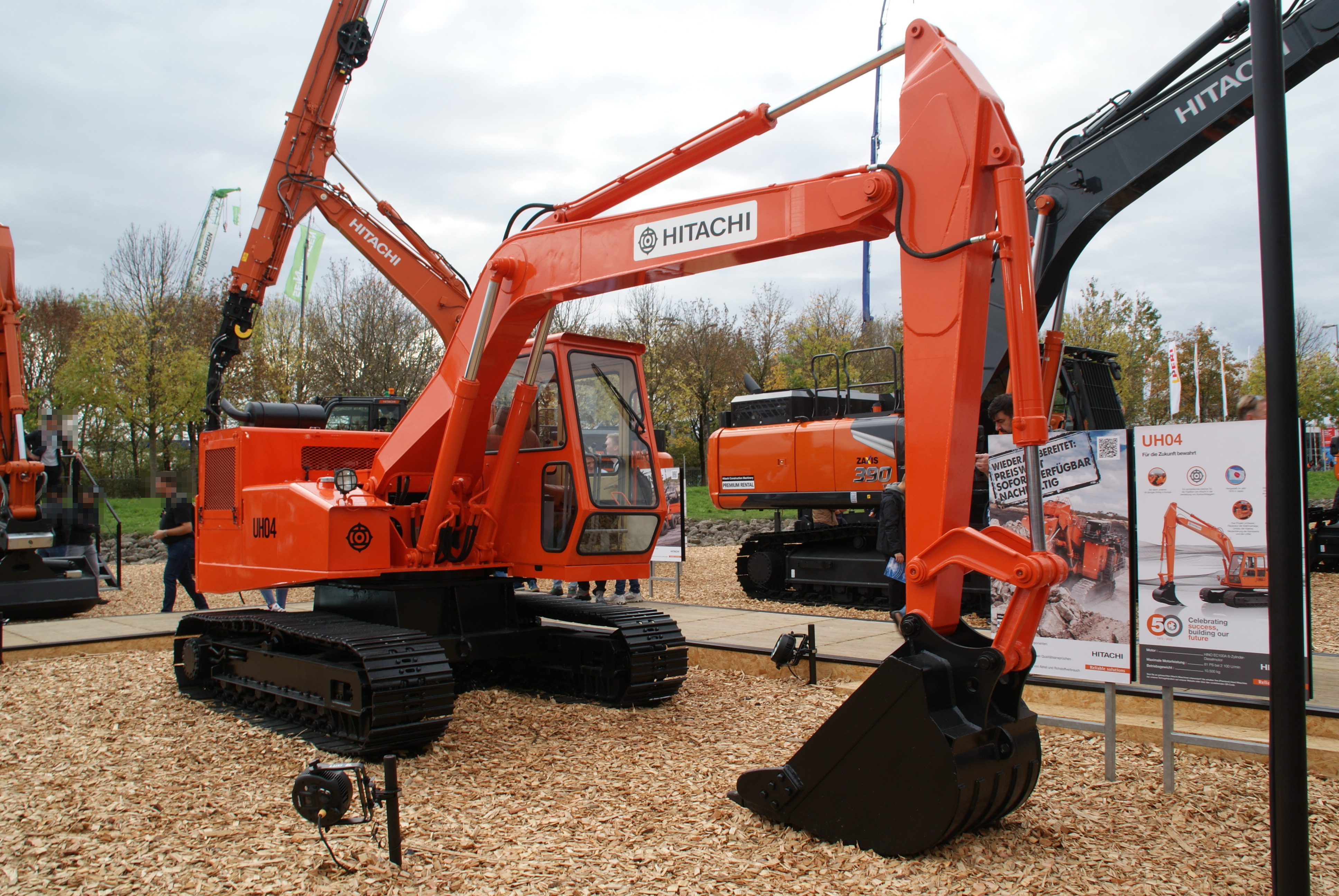
Hitachi Kettenbagger UH04 aus dem Jahre 1976

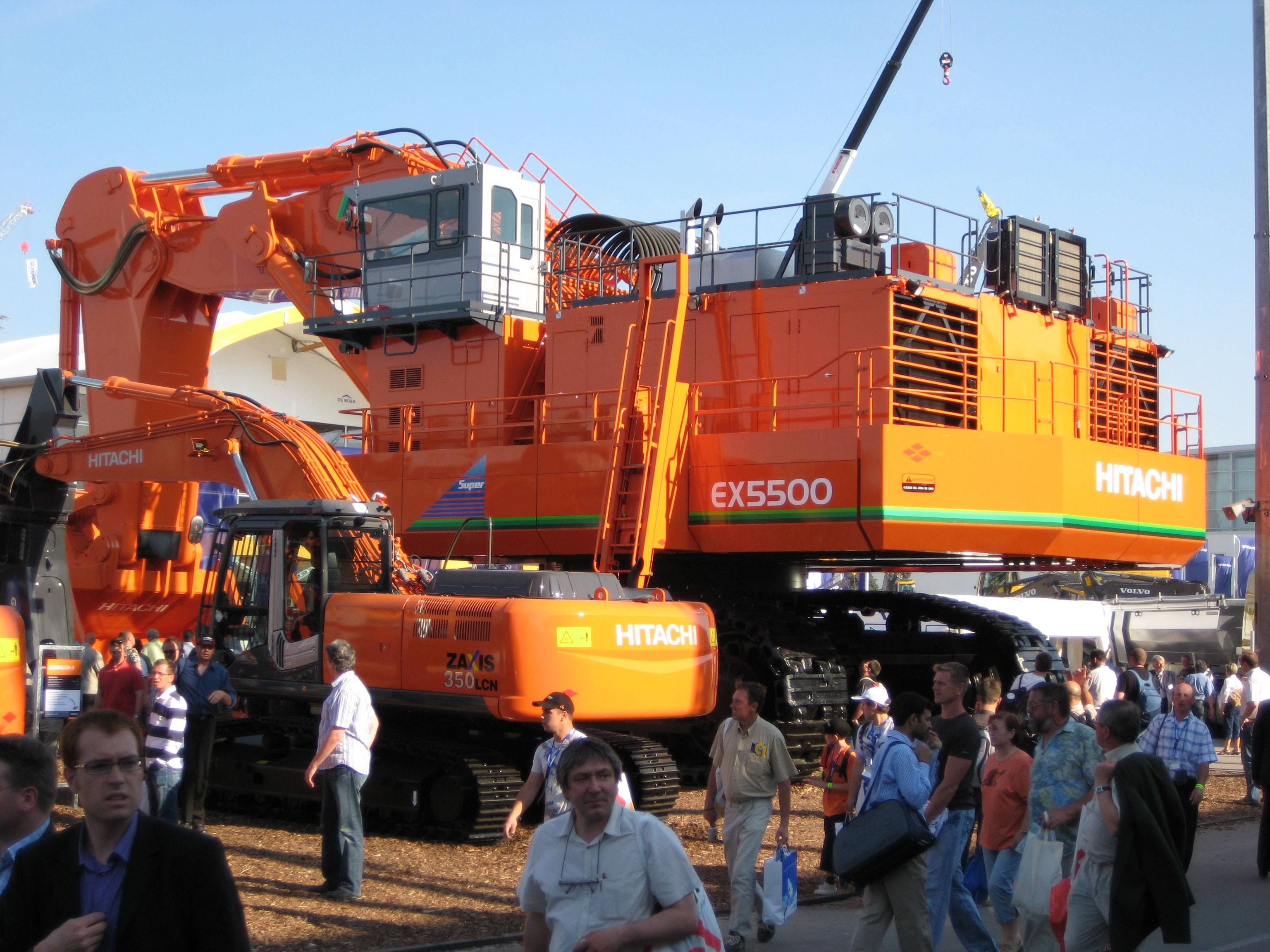
Bagger von Hitachi

1970 wurde Hitachi Construction Machinery gegründet. Es hat Produktionsstätten in Asien, Europa und Nord- und Südamerika. Insgesamt werden etwa 17.000 Mitarbeiter beschäftigt. Seit 1972 gibt es die Hitachi Construction Machinery auch in Europa HCME.
Zu den Produkten gehören Muldenkipper und Bagger. Letztere werden von 1 Tonne (Minibagger) bis 800 Tonnen hergestellt.
Ab 1986 produzierte man in einem Joint Venture mit Fiat unter dem Namen Fiat-Hitachi Bagger.
1988 gründete man zusammen mit John Deere das Joint Venture Deere-Hitachi, zur Herstellung und zum Vertrieb von Baumaschinen in Nordamerika.
Seit 1990 werden Minibagger in Oosterhout in den Niederlanden gebaut.
Im Jahr 2000 erwarb Hitachi von Tata Motors einen Anteil von 20 Prozent an dem indischen Baumaschinenkonzern Telcon. Die Anteile an Telcon wurden 2005 und 2010 jeweils um weitere 20 Prozent erhöht.
2013 eröffnet in Oosterhout ein Wiederaufbereitungszentrum, 2014 wurde der erste Hitachi-Hybridbagger in Europa auf den Markt gebracht.
Auf der bauma 2022 gaben Hitachi Construction Machinery und die Kiesel Gruppe ein gemeinsames Joint Venture bekannt, das den Namen KTEG (Kenki Technology Group) trägt. Durch die KTEG GmbH soll Hitachi Construction Machinery Einblicke in Technologie-Trends und Herausforderungen in Europa gelangen. Durch das gemeinsame Entwickeln innovativer Technologien wie emissionsfreier Baumaschinen oder Sondermaschinen, will Hitachi Construction Machinery internationale Marktanteile gewinnen.

### Hitachi Automotive Systems
Seit 1930 stellt Hitachi Teile für die Autoelektrik her; zunächst für die japanischen Automobilhersteller. 1964 wurde der Bereich Hitachi Automotive Products Division gegründet. Hitachi Automotive Systems beschäftigt inzwischen über 30.000 Mitarbeiter. Zu den Produkten gehören Komponenten für den Antriebsstrang, Fahrwerk (Lenkung, Bremsen, Aufhängung) und Fahrerassistenzsysteme. Seit 2004 produziert die Hitachi Automotive Systems Europe, Sachsen Works am Standort Roßwein mit etwa 200 Mitarbeitern Benzineinspritzpumpen in Großserie.
Im Februar 2017 kündigten Hitachi Automotive und Honda eine Partnerschaft zur Entwicklung, Produktion und Vertrieb von Motoren für Elektrofahrzeuge an.
Ende 2019 wurde eine Stereokamera zur Fußgängererkennung bei Dunkelheit vorgestellt.
2021 schloss sich Hitachi Automotive Systems mit den Honda-Töchtern Keihin, Nissin Kogyo sowie Showa zu Hitachi Astemo zusammen. Der Name Astemo ist aus den Anfangsbuchstaben von „Advanced Sustainable Technologies for Mobility“ zusammengesetzt. Hitachi Astemo hat einen Umsatz von 17 Milliarden Dollar (15 Mrd. Euro).

### Information & Telecommunication Systems Group
Hitachi Data Systems wurde 1989 als Joint Venture mit Electronic Data Systems gegründet. Ursprünglich sollte HDS Hitachi Mainframes vermarkten. 1990 beschäftigte das Unternehmen 290.810 Mitarbeiter. 1999 übernahm Hitachi die Anteile von EDS und baut das Unternehmen seitdem zu einem Anbieter von Speicherlösungen aus.
Mit dem japanischen Unternehmen Omron wurde 2004 das Joint-Venture Hitachi-Omron Terminal Solutions zur Herstellung und Vertrieb von Kartenlesern (motorische und manuelle Leser/Schreiber für Magnetstreifenkarten und Chipkarten im ISO-Format) gegründet.
Das Tochterunternehmen Hitachi Maxell ist eine Firma für Herstellung und Vertrieb von Batterien und Speichermedien. Maxell gehört seit 1964 zu Hitachi. Maxell hat 2013 eine Projektorenfabrik von Hitachi übernommen und fertigt dort Projektoren für Hitachi.
Zusammen mit dem südkoreanischen Unternehmen LG Electronics wurde im Jahr 2000 Hitachi-LG Data Storage zur Herstellung von optischen Laufwerken gegründet.  LG hatte CD-Laufwerke entwickelt und war mit 16,6 Prozent Marktanteil der größte Hersteller von CD-ROM-Laufwerken; LG stellte 49 % des Kapitals. Hitachi-LG Data Storage hatte von der Gründung bis 2019 über 1,4 Milliarden optische Laufwerke hergestellt.
2017 entstand Hitachi Vantara aus Hitachi Data Systems und der Hitachi Insight Group. Dazu gehört der 2015 von Hitachi übernommene Business-Intelligence-Spezialist Pentaho. Der Bereich hat 7.000 Mitarbeiter. In den USA hat Hitachi Vantara eine Partnerschaft mit Tech Data. Die Hitachi-Hardware-Produkte wurden um die Themen Big Data, IoT und Machine Learning erweitert.

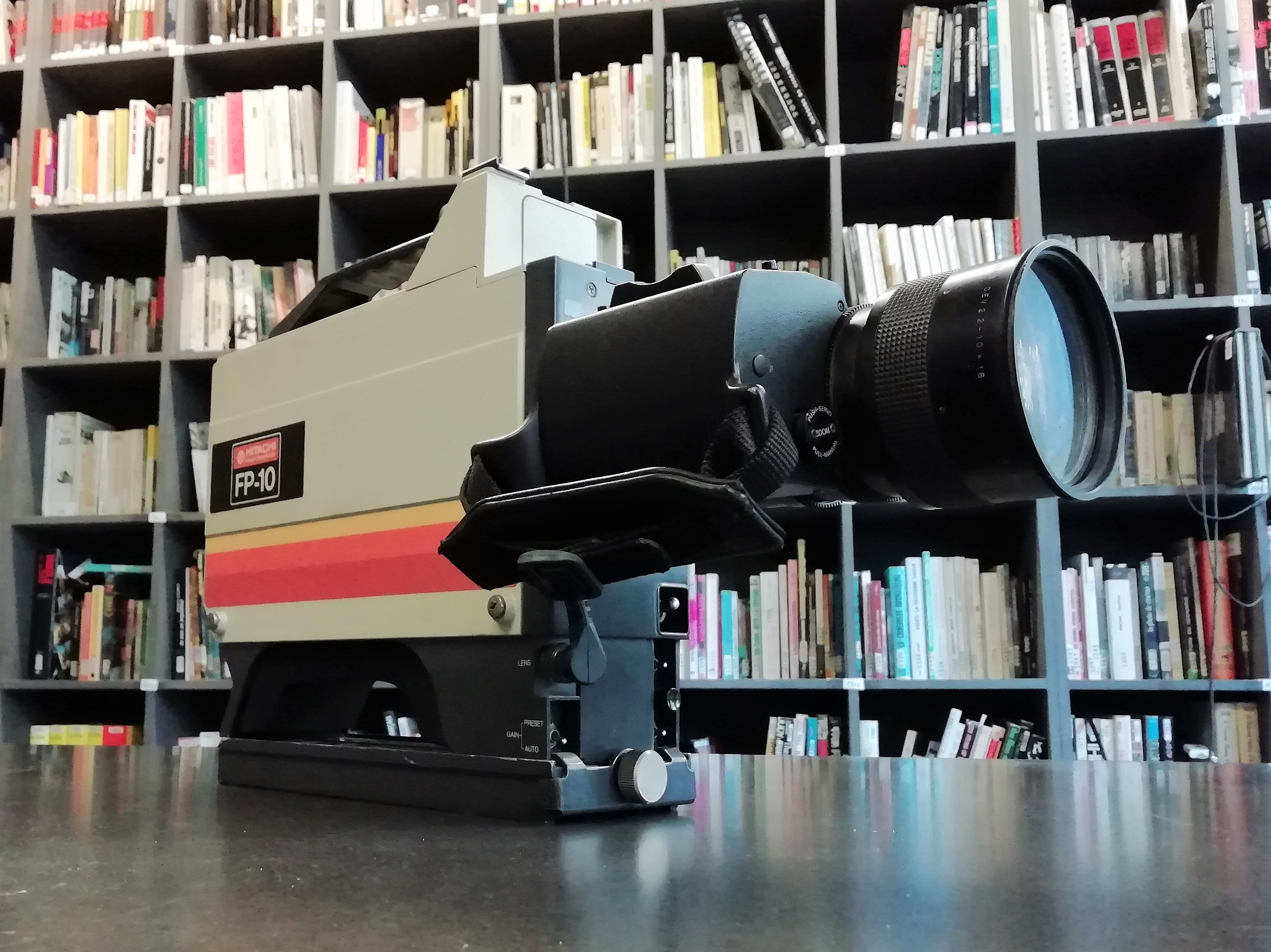
Kamera Hitachi Denshi FP-10

### Weitere Geschäftsbereiche

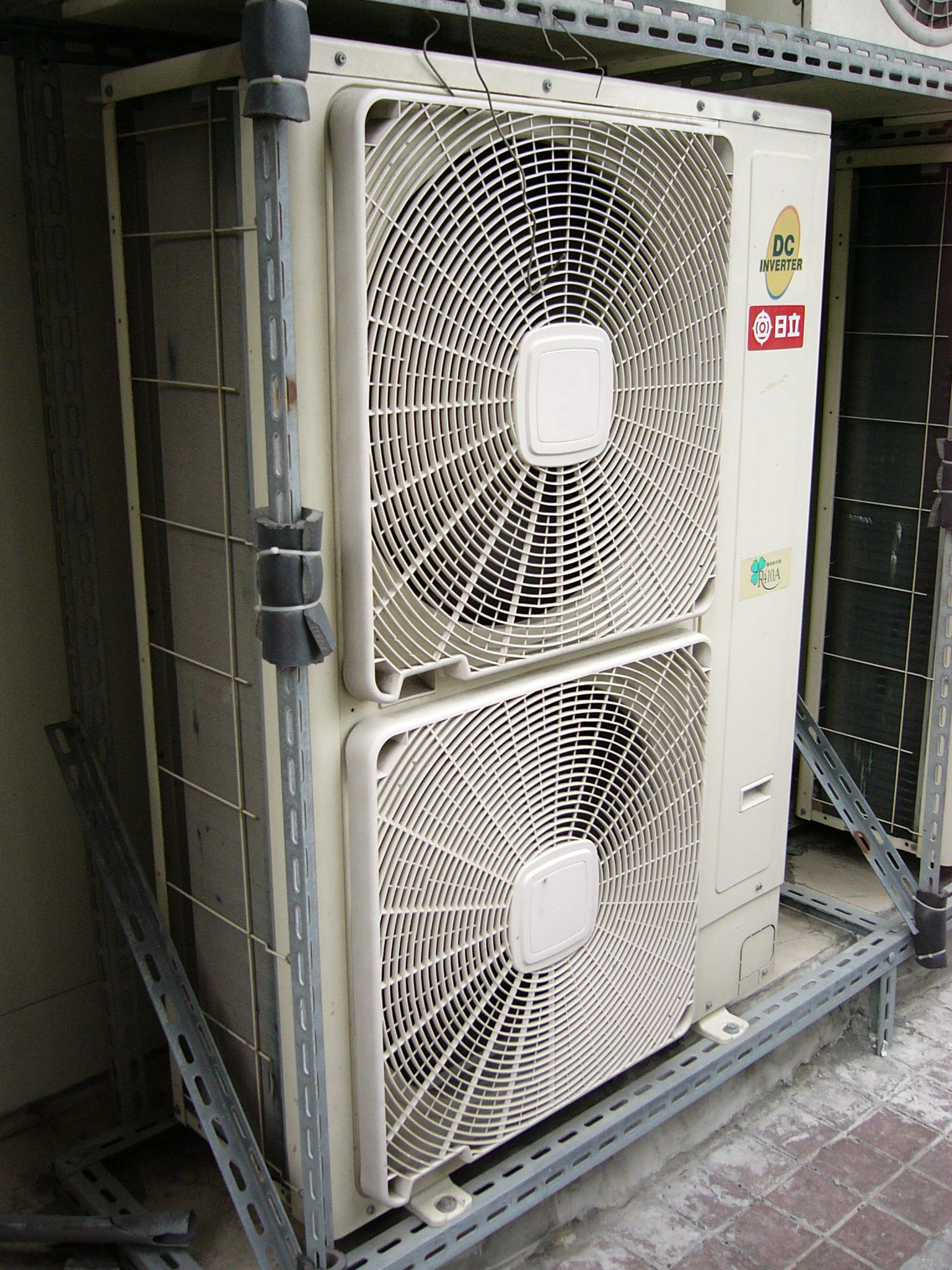
2008 Hitachi Klimagerät – Außeneinheit

1973 entstand Hitachi Denshi, die Videokameras, auch professionelle, herstellte. Im Februar des Jahres 2000 gab Hitachi die Verbindung mit Kokusai Electric und Yagi Antenna bekannt. 2006 führte Hitachi Denshi Europe CCD-Kameras am Markt ein.
Heute ist die Hitachi Digital Media Group, ein Teil von Hitachi Europe, für den Vertrieb der Projektoren zuständig.
Der Halbleiterbereich wurde 2003 in das neugegründete Joint-Venture mit Mitsubishi Electric Renesas Technology ausgegliedert, in die Hitachi u. a. die H8-Mikrocontroller-Familie und die SuperH-Prozessorarchitektur einbrachte.
2000 stieg der Hitachi-Konzern ins Beratungsgeschäft ein und firmiert dort seit 2003 unter dem Namen Hitachi Consulting.
Weiters werden von Hitachi Produkte für die Medizintechnik hergestellt (Diagnosesysteme und Geräte für bildgebende Diagnosemethoden, wie Computertomographie oder Magnetresonanztomographie). Das Unternehmen ist auch eines der führenden im Bereich der Protonentherapie – Forschung, Entwicklung und dem Verkauf derartiger Anlagen als medizinische Therapieeinrichtigungen.
Weiter werden Elektrogeräte wie Klimaanlagen, Kühlschränke, LC-Projektoren und Waschmaschinen von Hitachi hergestellt. Eine andere Produktionssparte umfasst Gartengeräte mit Elektro- und Benzinmotoren, die teilweise unter dem Namen Hikoki angeboten werden.
Die einstige Tochterfirma TCM Corporation fertigte Gabelstapler, wurde 2013 mit Nissan Forklift (inkl. Atlet) zur UniCarrier Corporation fusioniert, die 2015 von Mitsubishi Heavy Industries (MHI) übernommen wurde.

### Veräußerte Geschäftsbereiche

#### Festplattenlaufwerke

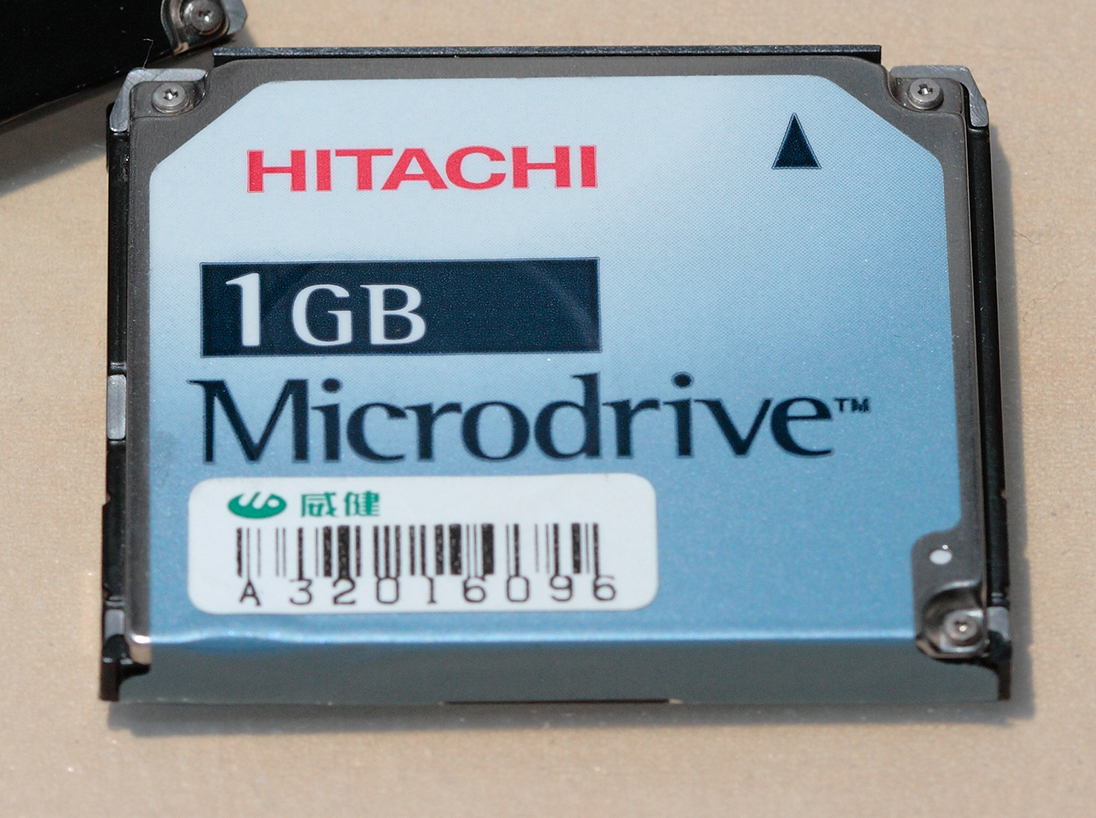
1-GB-Microdrive-Festplatte von Hitachi

Hitachi hatte die 9,5 Zoll-Festplatte eingeführt und fertigte auch zunächst 2,5-Zoll-Notebookfestplatten aus eigener Entwicklung. 2003 wurde die IBM-Festplattensparte einschließlich sämtlicher Modellreihen wie Deskstar und Travelstar sowie der Entwicklungsabteilung übernommen.  Die Übernahme der daraus entstandenen Hitachi Global Storage Technologies (HGST) durch Western Digital im Jahr 2011 wurde von der EU-Kommission unter Auflagen genehmigt.

#### Industriewerkzeuge (Hitachi Power Tools)
Bis 2018 fertigte Hitachi etwa 70 Jahre unter eigenem Namen Werkzeuge für Hand- und Heimwerk, welche international vertrieben wurden und vor allem auf der iberischen Halbinsel über die letzten Jahrzehnte durch direkten Vertrieb etabliert wurden. Seit 1954 wurden auch Zentrifugen hergestellt. Der gesamte Bereich hat 6.500 Mitarbeiter. Ende des Jahres 2015 übernahm Hitachi Koki den deutschen Elektrowerkzeughersteller Metabo. Nach der Übernahme durch die US-Gesellschaft Kohlberg Kravis Roberts & Co. im Jahr 2017 wurde der Bereich zu Koki Holdings Co., Ltd. und zur besseren Wahrnehmbarkeit wird seit 2018 der Markenname Hikoki für alle Elektrowerkzeuge verwendet. Um sich mehr auf Werkzeuge zu konzentrieren, verkaufte Koki im März 2020 den Bereich Zentrifugen an die Hamburger Eppendorf AG.

#### Hitachi Automotive Lenksysteme für Nutzfahrzeuge
Im Dezember 2018 wurde dieser Bereich der Hitachi Automotive von Knorr-Bremse übernommen; er beschäftigte in Japan und Thailand 350 Mitarbeiter.

#### Hitachi Transport System
Im April 2022 wurde bekannt, dass Kohlberg Kravis Roberts & Co. den Anteil von 39,91 %, den Hitachi bisher noch an Hitachi Transport System hielt, welche in den Geschäftsbereichen internationale Logistik und Frachtbeförderung aktiv ist, übernehmen wird.